# Skottsbergiliana lasiocephala
Skottsbergiliana lasiocephala là một loài thực vật có hoa trong họ Cucurbitaceae. Loài này được (Skottsb.) H. St. John miêu tả khoa học đầu tiên năm 1974.